# Supertaça Cândido de Oliveira 1985
La Supertaça Cândido de Oliveira 1985 è stata la 7ª edizione di tale edizione, l'annuale incontro di apertura della stagione calcistica portoghese che vede di fronte i vincitori della Primeira Divisão della stagione precedente e della Taça de Portugal (o la finalista di quest'ultima in caso il vincitore di campionato e coppa coincidano).
Nella Supercoppa del 1985 si affrontarono il Porto (campione della Primeira Divisão 1984-85) e il Benfica, detentore della Taça de Portugal.
L'edizione di Supercoppa portoghese fu vinta per la seconda volta dal Benfica che si impose 1-0 tra le mura amiche dello Stadio da Luz e pareggiò 0-0 al ritorno allo Stadio das Antas di Oporto.

## Tabellini

### Andata
| Arbitro: | Rosa (Évora) |

|                |           |  |
| Diamantino 38’ | Marcatori |  |

| Benfica | Porto |

#### Formazioni
| Benfica        |   |                      |  |     |
|                |   |                      |  |     |
| P              | 1 | Manuel Bento         |  |     |
| D              |   | António Bastos Lopes |  |     |
| D              |   | António Veloso       |  |     |
| D              |   | Álvaro Magalhães     |  |     |
| D              |   | António Oliveira     |  |     |
| C              |   | Adelino Nunes        |  |     |
| C              |   | Diamantino Miranda   |  |     |
| C              |   | Shéu ()              |  |     |
| A              |   | Michael Manniche     |  |     |
| A              |   | Nené                 |  | 65’ |
| A              |   | Wando                |  | 64’ |
| Sostituiti:    |   |                      |  |     |
| P              |   | Neno                 |  |     |
| D              |   | Minervino Pietra     |  | 64’ |
| C              |   | Rui Pedro            |  | 65’ |
| A              |   | César Brito          |  |     |
| A              |   | Rui Águas            |  |     |
| Allenatore:    |   |                      |  |     |
| John Mortimore |   |                      |  |     |

| Porto       |   |                      |  |     |
|             |   |                      |  |     |
| P           | 1 | Zé Beto              |  |     |
| D           |   | João Pinto ()        |  |     |
| D           |   | Eduardo Luís         |  |     |
| D           |   | António Lima Pereira |  |     |
| D           |   | Laureta              |  |     |
| C           |   | Vermelhinho          |  |     |
| C           |   | José Semedo          |  |     |
| C           |   | António André        |  |     |
| A           |   | Fernando Gomes       |  |     |
| A           |   | Paulo Futre          |  | 46’ |
| A           |   | Rabah Madjer         |  |     |
| Sostituiti: |   |                      |  |     |
| P           |   | Luís Matos           |  |     |
| D           |   | Ralph Stange         |  |     |
| D           |   | João Festas          |  | 46’ |
| A           |   | Paquito              |  |     |
| A           |   | José Albano          |  |     |
| Allenatore: |   |                      |  |     |
| Artur Jorge |   |                      |  |     |

### Ritorno
| Oporto 4 dicembre 1985 Ritorno | Porto           | 0 – 0 referto | Benfica | Stadio das Antas\| Arbitro: \| Azevedo (Braga) \| |
| Arbitro:                       | Azevedo (Braga) |               |         |                                                   |

| Porto | Benfica |

#### Formazioni
| Porto       |   |                      |     |     |
|             |   |                      |     |     |
| P           | 1 | Zé Beto              |     |     |
| D           |   | João Pinto ()        |     |     |
| D           |   | Laureta              |     |     |
| D           |   | António Lima Pereira |     |     |
| D           |   | João Festas          | 53’ |     |
| C           |   | José Semedo          |     | 53’ |
| C           |   | Elói                 |     | 27’ |
| C           |   | António André        |     |     |
| A           |   | Fernando Gomes       |     |     |
| A           |   | Paulo Futre          |     |     |
| A           |   | Rabah Madjer         | 89’ |     |
| Sostituiti: |   |                      |     |     |
| P           |   | António Amaral       |     |     |
| C           |   | Vermelhinho          |     |     |
| A           |   | Paulo Ricardo        |     | 53’ |
| A           |   | Juary                |     | 27’ |
| Allenatore: |   |                      |     |     |
| Artur Jorge |   |                      |     |     |

| Benfica        |   |                      |     |     |
|                |   |                      |     |     |
| P              | 1 | Manuel Bento         |     |     |
| D              |   | Álvaro Magalhães     | 24’ |     |
| D              |   | António Veloso       |     |     |
| D              |   | Samuel Quina         |     |     |
| D              |   | António Oliveira     |     |     |
| C              |   | Carlos Manuel        | 65’ |     |
| C              |   | Shéu ()              |     |     |
| C              |   | Diamantino Miranda   |     | 87’ |
| A              |   | Michael Manniche     |     |     |
| A              |   | Wando                |     | 64’ |
| A              |   | Nené                 |     |     |
| Sostituiti:    |   |                      |     |     |
| P              |   | José Delgado         |     |     |
| D              |   | Minervino Pietra     |     |     |
| D              |   | António Bastos Lopes |     | 64’ |
| A              |   | Rui Águas            |     |     |
| A              |   | César Brito          |     | 87’ |
| Allenatore:    |   |                      |     |     |
| John Mortimore |   |                      |     |     |